# Romance of the Three Kingdoms (jeu vidéo)
Pour les articles homonymes, voir Trois Royaumes.
 (octobre 2018).
Si vous disposez d'ouvrages ou d'articles de référence ou si vous connaissez des sites web de qualité traitant du thème abordé ici, merci de compléter l'article en donnant les références utiles à sa vérifiabilité et en les liant à la section « Notes et références ».
Romance of the Three Kingdoms (三國志, Sangokushi) est un jeu vidéo de grande stratégie développé par la société japonaise Koei. C'est le premier titre de la populaire série du même nom, qui en est rendu à sa quatorzième édition (2020).
Initialement sorti sur MSX au Japon en 1986, il fut adapté sur Famicom Disk System, Amiga, DOS et NES. Des versions Game Boy, Game Boy Color, Wonderswan et téléphone mobile ont également vu le jour. Selon la version, le contenu du jeu original subit parfois quelques variantes.
Inspiré du roman Histoire des Trois Royaumes écrit par Luo Guanzhong au XIVe siècle, ce jeu fait partie des séries de simulation historique développées par Koei telles que Nobunaga's Ambition, Genghis Khan, Uncharted Waters et Operation Europe.

## Synopsis
La seconde dynastie Han de Chine s'est effondrée. Le pays entier est dans le chaos alors que les seigneurs de guerre s'affrontent pour le pouvoir. Chacun prétend être empereur, cependant aucun n'est assez puissant pour retenir le titre.

## Système de jeu

### Description du jeu
Romance of the Three Kingdoms vous met dans le rôle d'un des seigneurs de guerre de la Chine du IIe siècle. En tant que maître, vous devez recruter les meilleurs généraux du pays et gagner leur loyauté. Ils vous conseilleront en temps de paix et combatteront à vos côtés sur les champs de bataille. Négociez avec les autres maîtres, ou attaquez-les simplement. Utilisez toujours les terrains à votre avantage, en étant sûr de choisir le bon genre d'attaque à la situation appropriée. En temps de paix, administrez vos états afin d'en augmenter leur productivité et préparez votre armée au combat.

### Déroulement du jeu (version NES)
Vous devez commencer la partie en choisissant parmi les 5 scénarios offerts:
1. A.D. 189 A Chaotic World
2. A.D. 195 The Emergence of Cao Cao
3. A.D. 201 The Opening of a New Age
4. A.D. 208 The Battle of Red Wall
5. A.D. 215 The Age of the Three Kingdoms
Une fois le scénario sélectionné, vous choisissez le nombre de joueurs désirés (0 à 8) et le maître assigné à chaque joueur. Ensuite vous pourrez établir des valeurs à certaines compétences de votre maître (Health, IQ, Power, Charm et Luck) avec l'aide d'un générateur de nombre aléatoire. Vous choisissez enfin la force de l'ordinateur (1 à 10), la personnalité de l'ordinateur (Warlike/Rational) et dites si vous désirez voir les batailles dans lesquelles vous n'êtes pas impliquées. Une fois ces ajustements faits, vous pouvez démarrer la partie.
Le but du jeu est simple : le joueur doit unifier la Chine en conquérant la totalité des 58 états. Pour y arriver, vous devrez gérer vos ressources autant humaines que matérielles le plus efficacement possible et user de stratégie afin de vaincre vos rivaux sur les champs de bataille.

## Accueil
- Aktueller Software Markt : 9,4/12 (Amiga)[1]
- Computer Gaming World : 3,5/5 (DOS/Amiga)[2]
- The Games Machine : 91 % (DOS)[3]
- Nintendo Power : 3/5 (NES)[4]